# Delly (Pseudonym)

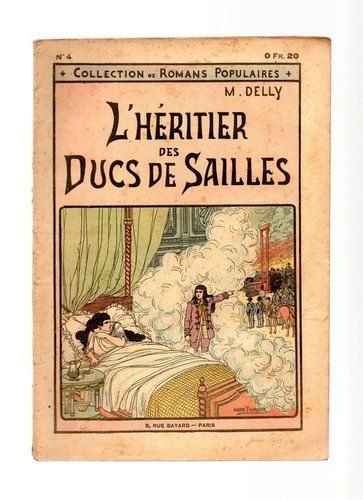
Roman von Delly (1911)

Delly war das gemeinsame Pseudonym der französischen Geschwister Marie Petitjean de La Rosière (* 13. September 1875 in Avignon; † 1. April 1947 in Versailles) und Frédéric Petitjean de La Rosière (* 6. September 1876 in Vannes; † 1949 in Versailles). Sie veröffentlichten zahlreiche Romane, die der Unterhaltungsliteratur zuzurechnen sind.

## Leben
Jeanne-Marie Henriette Petitjean de La Rosière wuchs als Tochter eines Offiziers in Vannes und Versailles zusammen mit ihrem jüngeren Bruder Frédéric auf. Während der Bruder höhere Schulen besuchte und Jura studierte, kam das für die Schwester nicht in Frage. Sie besuchte in Vannes die Schule der von Catherine de Francheville gegründeten Dames de la Retraite. Ab frühester Jugend las sie umfänglich die Trivialromane von Zénaïde Fleuriot, Marie Maréchal und E. Marlitt und schrieb selbst Romane. Die Jugendschriftstellerin Marie d’Agon de la Contrie (1848–1908) war in Versailles ihre Nachbarin. Nach der Veröffentlichung des ersten Romans Dans les ruines (Imprimerie Paillart, Abbeville 1903) erschienen in rascher Folge zahlreiche weitere, die bereits im Manuskript vorlagen. 1909 wurde der Bruder Frédéric durch einen Unfall dauerhaft ans Haus gebunden, lebte bei seiner Schwester und nahm aktiv an der Romanproduktion teil, die er vorher bereits beratend unterstützt hatte. Sein genauer Anteil ist nicht zu ermitteln. Als er 1915 heiratete, lebten Ehepaar und Schwester zusammen. Nach dem Tod der Ehefrau 1927 bauten die Geschwister für sich ein Haus in einem Villenviertel von Versailles und lebten darin bis zu ihrem Tod.
Die Geschwister produzierten unter dem Pseudonym Delly (anfänglich M. Delly) in 40 Jahren insgesamt 105 sentimentale Liebesromane (französisch: roman à l’eau de rose), die teilweise bis über 200 Auflagen erreichten. Sie erschienen in den Verlagen Gautier-Languereau (auch Henri Gautier oder Édition de La Semaine de Suzette), Tallandier, Bonne-Presse (heute Groupe Bayard), Didot, Flammarion und Plon sowie in den Taschenbuchverlagen Presses Pocket (heute Pocket) und J’ai lu. Nur wenige wurden ins Deutsche übersetzt, viele jedoch ins Italienische und ins Portugiesische (in Brasilien). Der juristisch versierte Bruder verhandelte vorteilhaft mit den Verlagen. Bereits 1913 wurde die Schwester Mitglied der Société des gens de lettres, der die Geschwister den größten Teil des erzielten Vermögens hinterließen. Die Gesellschaft nannte einen Raum ihres Gebäudes Hôtel de Massa „Salle Delly“.
Die Identität der Geschwister wurde der Öffentlichkeit erst beim Tode der Schwester (im Alter von 71 Jahren) bekannt. Delly-Romane wurden bis ca. 2000 verkauft, aber ab 1978 zunehmend durch die Bücher der Éditions Harlequin abgelöst. Marie-Alice de Beaumarchais erklärte den Erfolg von Delly mit der Tatsache, dass der durch die Bücher beim weiblichen Leser geweckte Traum nie zum Alptraum wird.

### Werke (soweit ins Deutsche übersetzt)
- Entre deux âmes. Plon-Nourrit, Paris 1913.
  - (deutsch) Eine Vernunftheirat. Übersetzerin: Dora Balmer. Benziger, Köln 1953.
- Aurore de Brüsfeld. Plon, Paris 1950.
  - (deutsch) Elisabeth. Übersetzer: Peter Kent. Benziger, Köln 1953.

### Werke (Ausgaben seit 2000)
- La fin d’une Walkyrie. 1914. Encrage éd., Amiens 2012. (zuerst 1916)
- Le mystère de Ker-Even. 1916. Encrage édition, Amiens 2014. (Vorwort von Jean-Luc Buard) (zuerst 1918)
- Ma robe couleur du temps. Éditions Louvre victoire, Paris 2022. (zuerst 1933)